# Recio (futbolista)
José Luis García del Pozo (El Palo, Málaga, 11 de enero de 1991), comúnmente conocido como Recio, es un futbolista español retirado que jugó hasta julio de 2024 en el club Córdoba CF. 
Recio es el segundo apellido de su padre; lo adoptó como nombre futbolístico en homenaje a su tío, Juan José García Recio, exfutbolista del Málaga.
Inició su carrera futbolística en el equipo de su colegio, San Estanislao. Posteriormente fue fichado por el Málaga CF, para integrarse en el filial blanquiazul, Atlético Malagueño, en la temporada 2009-2010. En el período 2010-2011, su antiguo entrenador, Manuel Pellegrini, lo convocó para unirse a la primera plantilla del equipo. 
Recio jugó un rol significativo en Primera División. Debutó oficialmente con el equipo blanquiazul en un encuentro de la Copa del Rey el 12 de noviembre de 2011, en el que el Málaga ganó 3-2 ante el Hércules.
Tras su debut en la élite del fútbol nacional fue convocado por la selección española Sub-20 y Sub-21, además de figurar en el puesto 11 de los jóvenes más prometedores del fútbol español en 2011 por Fútbol Draft.

## Trayectoria

### San Estanislao
Recio comenzó su carrera deportiva en la Escuela de Fútbol del Colegio San Estanislao, donde estudiaba. En sus inicios como futbolista, ocupaba la banda derecha, así como la media punta. Fue su desempeño a tan temprana edad lo que lo llevó a fichar con el Málaga Club de Fútbol. En San Estanislao, jugó junto a otros jugadores como Rafael de Vicente 'Rafilla', quienes también se incorporarían posteriormente a la cantera del Málaga CF.

### Categorías inferiores del Málaga C. F.

#### Categoría alevín
Tras su primer año en la categoría alevín como blanquiazul, Recio comenzó como centrocampista, coincidiendo con quien se convertiría en su gran amigo, el jugador del Liverpool FC, Daniel Pacheco. En sus dos años como alevín logró sus primeros títulos. En su primera temporada, obtuvo el campeonato liguero. En la segunda temporada, su equipo logró un récord de goles con 540 anotaciones. También ganó el Campeonato de Andalucía y logró la tercera plaza en el campeonato de fútbol nacional de interclubes, en el que participan todos los equipos de Primera División, coincidiendo con jugadores de la talla del entonces racinguista Sergio Canales. Su extraordinaria temporada sirvió para que el Real Madrid se interesara por incorporar al jugador malagueño a su cantera. Durante su etapa de Fútbol-7 blanquiazul, su entrenador fue Agustín Díaz.

#### Categoría infantil
Una vez cumplido el ciclo alevín, Recio comenzó en Fútbol-11. Se incorporó a las filas del Primera infantil, dirigido por Baltazar Montero, con quien se proclamó campeón provincial. La siguiente campaña, siendo infantil de segundo año, jugó en la categoría Preferente bajo la dirección técnica de Alberto Párraga. Logró el subcampeonato liguero, accediendo a la fase final de la categoría y logrando el bronce en el Campeonato de Andalucía. Además, acudió con asiduidad a la selección malagueña, con la que llegó a jugar el Campeonato de Andalucía de selecciones provinciales.

#### Categoría cadete
Alberto Párraga fue nuevamente su técnico en su primer año como jugador cadete en la categoría Preferente. Al año siguiente, ya en la división Andaluza de cadetes, Recio obtuvo de nuevo el subcampeonato liguero y alcanzó la tercera posición en el Campeonato de Andalucía de clubes. La temporada 2006/2007 fue atípica, ya que la comenzó bajo la dirección técnica de Rafa Gil y la concluyó con José Antonio Tamayo. Fueron años en los que el malagueño continuó creciendo futbolísticamente como centrocampista. Su naturalidad con el balón, su capacidad para dirigir al equipo y su habilidad goleadora mejoraron, lo que despertó el interés de equipos como el Villarreal Club de Fútbol o el Sevilla Fútbol Club por incorporarlo a su plantilla.

#### Categoría juvenil
Su primer año como juvenil lo comenzó en el San Félix, en la preferente juvenil malagueña, entrenado por el exjugador del Club Deportivo Málaga, Francisco Astorga. Recio, actuando como media punta, destacó sobremanera. Acentuó con acierto su llegada al área rival, incorporándose a mitad de temporada al equipo de Liga Nacional juvenil, dirigido por otro exmilitante del desaparecido Club Deportivo Málaga, Juan Manuel Azuaga. Con el técnico de Torre del Mar en el banquillo, el malagueño siguió viendo puerta con asiduidad, convirtiéndose en un referente en el centro del campo.
Como juvenil de segundo año, Recio militó toda la temporada en el equipo de Liga Nacional Juvenil. Entrenado también por Juan Manuel Azuaga, comenzó a destacarse como un gran jugador, anotando un considerable número de goles a lo largo de la temporada.
Recio comenzó la temporada 2009/10 en el último escalafón juvenil, el equipo de División de Honor. Jugó, como en los últimos años, en una posición adelantada en el centro del campo. Su fútbol descarado y paciente a la misma vez, a pesar de su juventud, siguió creciendo. También lo hizo su facilidad para marcar. Su buen papel en la División de Honor le abrió las puertas del Atlético Malagueño. Debutó como titular, con el filial, en Tercera División el 21/02/2010, en un Atlético Malagueño 0 - Vélez 0, disputado en la Ciudad Deportiva de la Federación Malagueña de Fútbol. En el minuto 48 fue sustituido por el delantero granadino Óscar. Jugó dos encuentros más con el filial blanquiazul hasta final de temporada.

#### Atlético Malagueño
Recio inició la temporada 2010/11 en el Grupo IX de Tercera División con el Atlético Malagueño, dirigido nuevamente por Rafa Gil. En esta etapa, retrasó su posición en el centro del campo, actuando como mediocentro por delante de la defensa. Aunque esto dificultó en parte su llegada al área contraria, le permitió afianzarse como organizador y motor del juego blanquiazul. Disputó 11 encuentros con el filial. Su última participación con el Malagueño fue ante la Unión Deportiva Maracena, en un choque disputado en la Ciudad Deportiva de la Federación Malagueña el 7 de noviembre de 2010. 
El partido fue presenciado en la grada por el nuevo técnico del Málaga Club de Fútbol, Manuel Pellegrini, que días antes había sustituido en el banquillo a Jesualdo Ferreira. El preparador chileno, una vez finalizado el encuentro, decidió que Recio debía formar parte de la primera plantilla malaguista. Al día siguiente el lunes 8 de noviembre, el medio palmeño realizó su primer entrenamiento en el Estadio Ciudad de Málaga a las órdenes de Pellegrini.

### Málaga CF
Recio debutó con el primer equipo del Málaga CF de la mano del técnico chileno Manuel Pellegrini en un partido de la Copa de Su Majestad El Rey en la vuelta de los dieciseisavos de final. Fue el 12/11/2010 ante el Hércules CF en el Estadio La Rosaleda, donde salió como titular (fue sustituido en el minuto 82 por Portillo), con un resultado final de 3-2 a favor del equipo malaguista.
Días más tarde, el 30/11/10, Recio firmó su primer contrato profesional con el Málaga CF, con el que estuvo ligado hasta la temporada 2014/15, con una cláusula de rescisión de siete millones de euros.
Marcó su primer gol con el Málaga CF el 05/12/10, en un encuentro correspondiente a la jornada 14ª celebrado en La Rosaleda frente al Racing de Santander. Logró el 2-0 en el minuto 42 de partido con un tiro desde la frontal del área que se coló por la escuadra de la portería defendida por el meta racinguista Toño.
Su buen hacer en el centro del campo malaguista lo convirtió, a su corta edad, en un jugador indispensable para el equipo. De hecho, disputó un total de 26 partidos, 23 de ellos en Liga (18 como titular) y 2 de Copa del Rey (ambos también saliendo desde el inicio). En Liga disputó 1.625 minutos, siendo uno de los jugadores más habituales.
Además del gol anotado al Racing, logró marcar otro tanto en San Mamés, ante el Athletic Club. Fue en la penúltima jornada liguera, la 37ª, y su gol valió un punto que sirvió para que el equipo consiguiera la permanencia matemática en la máxima categoría del fútbol español. Recio anotó su gol en el minuto 41, siendo el 0-1, de tiro cruzado tras un buen servicio de otro canterano, Juanmi. A pesar del empate rojiblanco, el tanto del jugador malagueño fue clave para asegurar la estancia un año más del equipo en la máxima categoría del Fútbol Español.
Tras su cesión en enero de 2013 al Granada C. F. el jugador volvió a ser cedido a este club para la disputa de la temporada 2013-2014.
En la temporada 2014-2015, Recio regresó al Málaga CF.
En la Temporada 2017-18 sufrió el descenso con el Málaga CF. Inició la Temporada 2018-19 en Segunda División como capitán del Málaga CF, pero tan solo jugó los primeros dos partidos, antes de ser traspasado al Club Deportivo Leganés.

### CD Leganés
Recio fue contratado por el Club Deportivo Leganés para la Temporada 2018-19. Debutó el 27 de octubre de 2018 como titular en el mediocampo, puesto que no dejó hasta el 23 de noviembre de 2018, momento en que cayó lesionado jugando frente al Deportivo Alavés.
En la Temporada 2019-20, José Recio continuó siendo importante en el mediocampo del Leganés.

### Apollon Limassol
El 12 de agosto de 2022 llegó a un principio de acuerdo con el Apollon Limassol de Chipre por dos temporadas, completándose su fichaje al día siguiente. Dejó el club en enero de 2023 por motivos personales.
Desde su marcha de Chipre, permaneció sin equipo durante el resto de la temporada, hasta que el 1 de agosto firmó por un año con el Córdoba C. F. En su única campaña disputó veintiún partidos y ayudó al equipo a conseguir el ascenso a Segunda División.

## Selección española
En 2011 fue convocado por la selección nacional sub-21 dirigida por Luis Milla, para disputar un encuentro internacional amistoso frente a Francia, en el Estadio Auguste Delaune, celebrado el 24 de marzo de ese año.

## Clubes
| Club                   | País   | Año       | Partidos | Goles |
| ---------------------- | ------ | --------- | -------- | ----- |
| Atlético Malagueño     | España | 2009-2011 | 15       | 2     |
| Málaga C. F.           | España | 2010-2013 | 40       | 2     |
| Granada C. F. (cesión) | España | 2013      | 15       | 2     |
| Granada C. F. (cesión) | España | 2013-2014 | 30       | 2     |
| Málaga C. F.           | España | 2014-2018 | 70       | 3     |
| C. D. Leganés          | España | 2018-2022 | 68       | 1     |
| Apollon Limassol       | Chipre | 2022-2023 | 11       | -     |
| Córdoba C. F.          | España | 2023-2024 | 22       | -     |

### Lista de partidos como internacional
| Nº | Fecha               | Lugar                                       | Evento   | Local         | Resultado | Visitante | Goles |
| 1  | 24 de marzo de 2011 | Estadio Auguste Dealune, de Reims (Francia) | Amistoso | España Sub-21 | 3-2       | Francia   | -     |
| 2  | 20 de abril de 2011 | Estadio Danilo Martelli, Mantua (Italia)    | Amistoso | España Sub-20 | 0-1       | Italia    | -     |

## Palmarés

### Distinciones individuales
| Distinción                              | Año  |
| --------------------------------------- | ---- |
| Once de Oro de la Liga por Fútbol Draft | 2011 |